# La sombra del caudillo
La sombra del caudillo (en français : L'Ombre du caudillo) est un film mexicain réalisé en 1960 par Julio Bracho. En raison d'une grande ressemblance avec des faits politiques réels, le film fit l'objet d'une très longue interdiction par les autorités mexicaines.
En juillet 1994, le film est inclus dans la liste établie par la revue Somos des 100 meilleurs films mexicains de tous les temps.

## Synopsis
Mexico, années 1920. Le caudillo militaire à la tête du pays annonce la fin de son règne. Son candidat favori pour lui succéder est l'actuel Chef du gouvernement. Mais, à l'intérieur de son propre parti et à la Chambre des députés, d'autres hommes politiques soutiennent le ministre de la Guerre, le général Ignacio Aguirre. Ce dernier, afin de ne pas entrer en conflit avec le caudillo, donne sa démission. Malgré les pressions de ses partisans, il hésite à postuler sa candidature. Après l'attentat commis contre l'un de ses amis député et une violente altercation avec le général Jiménez, Chef du gouvernement, il modifie sa position. Ce qui lui vaut bientôt d'être arrêté par les fidèles du caudillo. Le général Elizondo, un de ses soutiens, organise son évasion. Toutefois, Aguirre finira par être trahi et sera assassiné sur la route de Toluca... 

## Fiche technique
- Titre du film : La sombra del caudillo
- Réalisation : Julio Bracho
- Scénario : J. Bracho et Jesús Cárdenas (non crédités) d'après le roman homonyme de Martín Luis Guzmán
- Photographie : Agustín Jiménez - Noir et blanc
- Musique : Raúl Lavista
- Montage : Jorge Bustos
- Son : James L. Champs
- Production : Rogelio González Chávez, José Rodriguez Granada
- Pays d'origine :  Mexique
- Langue originale : Espagnol
- Durée : 129 minutes
- Date de réalisation : 1960
- Date de sortie : 1990

## Distribution
- Tito Junco : général Ignacio Aguirre
- Tomás Perrin : le député Axcaná González
- Roberto Cañedo : le président de la Chambre des députés
- Carlos López Moctezuma : Emilio Olivier Fernández
- Miguel Ángel Ferriz : le Caudillo
- Ignacio López Tarso : général Hilario Jiménez
- Bárbara Gil : Rosaria
- Victor Manuel Mendoza : général Elizondo
- Tito Novaro : un député

## Autour du film
- Julio Bracho (1909-1978) voulut adapter à l'écran le roman de Martín Luis Guzmán trente ans après sa publication, « convaincu qu'il s'était écoulé assez de temps pour que les faits racontés n'irritassent pas le pouvoir mexicain. » [2] Il n'en fut malheureusement pas ainsi : le film fut retenu par la censure trente ans durant (Au Mexique, l'actuel Parti révolutionnaire institutionnel et ses ancêtres se sont maintenus au pouvoir pendant sept décennies). Le réalisateur mourut donc avant d'avoir vu son œuvre. Bien que les noms des protagonistes aient été modifiés, on peut identifier, à travers eux, des personnages authentiques : le caudillo est Álvaro Obregón (président du Mexique de 1920 à 1924), Jiménez est Plutarco Elías Calles (successeur d'Obregón) et Aguirre un croisement d'Adolfo de la Huerta et du général Francisco Serrano, assassiné avec ses partisans en 1927.
- En 1990, le gouvernement de Carlos Salinas de Gortari autorisa la projection du film, car plusieurs copies, découvertes sur un marché de Mexico, avaient commencé à circuler. Toutes ces copies étaient néanmoins en 16 mm ; l'original, filmé en 35 mm, ne fut retrouvé qu'en 2005.